# 春潮級潛艇
春潮級潛艦為日本海上自衛隊使用的柴電動力攻擊潛艦，目前已除役，該級艦也是日本最後一款使用淚滴型艦殼設計之柴電潛艦。

## 簡介
在1966年第三次防衛整備計畫之際，日本向美國採購白魚級潛艇技術資料改良成適合日本運用的淚滴型柴電潛艦；從最早的1850噸級、2200噸級，自衛隊逐步將潛艦大型化方向研製。在1980年代研發下一世代潛艦時，自衛隊決定沿襲淚滴型艦殼設計，並強化潛艦靜音效果，並提高噸位至2400噸級，春朝級的基礎架構至此決定。
春朝級的技術架構延續前型的渦潮級、汐潮級一脈傳承的基本構型，包括雙殼淚滴型艦體、十字形尾翼、單軸、前水平翼位於帆罩上等。但是增加噸位後，有更多空間增設提升靜音效能的設計；春朝級的所有主機均有雙重吸震設備、輔機與管線等也包覆減音素材、變流器則使用了新開發的靜態式變流器，外殼的必要開口整流工程也持續優化、並換上靜音性更好的七葉螺旋槳，經過了這些努力後，春潮級的靜音效果評估認為不需要使用氣泡消音幕就已相當優異，後期型甚至可在聲納浮標運作時仍可不被偵獲的狀態下航行。
但在艦體長度增長1米，直徑略增，排水量增大，其他在人員適居性、艦體材料、潛航續航力、靜音能力、水下偵測等方面都有許多改進；所以，春潮級基本上是汐潮級的改良型。
2009年3月27日，春潮級潛艦首艘"春潮號"正式除役；之後，預定每一年除役一艘。其中"早潮號"（SS-585）除役後已轉為訓練用潛艦（TSS-3606），另一艘，"朝潮號"（SS-589）在2000年3月轉為訓練用潛艦（TSS-3601），隔月，在艦身加裝建設AIP系統的動力艙段，被規劃為測試平台。

## 外銷傳聞
為維持國內生產線運作，日製潛艦和其它國家服役潛艦相比一向有役期較短的特色，平均20年就會退居二線訓練或是除役，在武器輸出三原則管控下，無論輿論或政策各國不太會多花心思關注自衛隊自製武器退役後轉移給第三國運用的問題。但是在2001年美國允諾出售中華民國潛艦，生產籌備卻一直遭到凍結的情況，與美國交好的盟邦退役潛艦的去向才成為話題。而2007年9月中華人民共和國傳媒聲稱，中華民國政府政府曾設法透過各種管道取得日本除役潛艦，無論是當時已屆退役的春潮級或轉為訓練用的汐潮級，技術上都有辦法經以輸出美國整修再轉移給中華民國海軍的銷售模式輸出。
然而，目前並沒有媒體以外的官方或廠商資料顯示這個輸出模式已進入正式談判階段，很可能只是在構想階段便已終止。

## 同級艦
| 同型艦名           | 編號 | 番號                  | 動工            | 下水          | 服役           | 艦籍變更                     | 除役           | 製造商             |
| ------------------ | ---- | --------------------- | --------------- | ------------- | -------------- | ---------------------------- | -------------- | ------------------ |
| 春潮號（はるしお） | 8098 | SS-583                | 1987年 4月21日  | 1989年7月26日 | 1990年11月30日 |                              | 2009年 3月27日 | 三菱重工神戶造船所 |
| 夏潮號（なつしお） | 8099 | SS-584                | 1988年 4月8日   | 1990年3月20日 | 1991年3月30日  |                              | 2010年 3月26日 | 川崎重工神戸工場   |
| 早潮號（はやしお） | 8100 | TSS-3606 （原SS-585） | 1988年 12月9日  | 1991年1月17日 | 1992年3月25日  | 2008年3月7日 『練習用潛艦』  | 2011年 3月15日 | 三菱重工神戶造船所 |
| 荒潮號（あらしお） | 8101 | SS-586                | 1990年 1月8日   | 1992年3月17日 | 1993年3月17日  |                              | 2012年 3月19日 | 川崎重工神戸工場   |
| 若潮號（わかしお） | 8102 | SS-587                | 1990年 12月12日 | 1993年1月22日 | 1994年3月1日   |                              | 2013年 3月5日  | 三菱重工神戶造船所 |
| 冬潮號（ふゆしお） | 8103 | TSS-3607 （原SS-588） | 1991年 12月12日 | 1994年1月22日 | 1995年3月7日   | 2011年3月15日 『練習用潛艦』 | 2015年 3月6日  | 川崎重工神戸工場   |
| 朝潮號（あさしお） | 8104 | TSS-3601 （原SS-589） | 1992年 12月24日 | 1995年7月12日 | 1997年3月12日  | 2000年3月9日 『測試用潛艦』  | 2017年 2月27日 | 三菱重工神戶造船所 |

## 外部連結
- 自衛隊裝備品圖鑑 （页面存档备份，存于）